# Jussi Suurjärv
Jussi Suurjärv (est. Jussi Suurjärv) – jezioro w gminie Kuusalu, w prowincji Harjumaa, w Estonii. Położone jest 5 km na południe od wsi Kemba. Ma powierzchnię 18,6 hektara, linię brzegową o długości 1876 m, długość 670 m i szerokość 470 m. Jest otoczone lasem.  Jest największym z jezior zaliczanych do pojezierza Jussi (est. Jussi järved). Sąsiaduje z jeziorami Jussi Kõverjärv, Jussi Mustjärv, Jussi Pikkjärv, Jussi Väinjärv i Jussi Linajärv. Położone jest na terenie rezerwatu przyrody Põhja-Kõrvemaa (est. Põhja-Kõrvemaa looduskaitseala).